# フューチャーショップ (日本の企業)
株式会社フューチャーショップ（英語: Future Shop Co.,Ltd.）は日本でSaaS型ECサイト構築プラットフォーム「futureshop」の提供をはじめとした、Eコマース支援サービスを提供する日本の企業。

## 沿革
2010年3月 - 株式会社フューチャーショップを設立。株式会社フューチャースピリッツの「ショッピングカートASPサービス　FutureShop2」および
「ShopConverter」を含むECソリューション事業を分社化。
2013年10月 - ECと実店舗を融合するプラットフォーム「O2Oポイント共通化ASPサービス　FutureShop2X」をリリース
2018年9月 - 新CMS機能「commerce creator」をリリース
2018年9月 - リブランディング実施。サービス名「FutureShop2」を「futureshop」へ変更
2021年11月 - 稼動店舗数2900を超える

## 主なサービス
- futureshop
- futureshop omni-channel